# Tannsjön, Jämtland
Tannsjön är en sjö i Strömsunds kommun i Jämtland och ingår i Indalsälvens huvudavrinningsområde. Sjön har en area på 2,56 kvadratkilometer och ligger 345,9 meter över havet. Sjön avvattnas av vattendraget Gammelån.

## Delavrinningsområde
Tannsjön ingår i det delavrinningsområde (704581-149236) som SMHI kallar för Utloppet av Tannsjön. Medelhöjden är 365 meter över havet och ytan är 12,5 kvadratkilometer. Det finns inga avrinningsområden uppströms utan avrinningsområdet är högsta punkten. Gammelån som avvattnar avrinningsområdet har biflödesordning 6, vilket innebär att vattnet flödar genom totalt 6 vattendrag innan det når havet efter 227 kilometer. Avrinningsområdet består mestadels av skog (63 procent). Avrinningsområdet har 2,55 kvadratkilometer vattenytor vilket ger det en sjöprocent på 20,4 procent.